# 이상주 (법조인)
이상주(李尙주, 1963년~)는 제54대 청주지방법원 법원장에 재직 중인 법조인이다.
1963년 충청북도 음성군에서 태어난 이상주는 청주시에 있는 충북고등학교와 서울대학교 법학과를 졸업하고 1984년 제26회 사법시험에 합격했다. 17기 사법연수원을 수료하고 공군 법무관을 전역한 이후 1991년 서울지방법원 북부지원 판사에 임용되어 대법원 재판연구관을 거쳐 대전지방법원, 서울고등법원, 수원지방법원 등에서 판사를 했다. 2006년에는 서울중앙지방법원에서 영장담당 부장판사를 하였으며 2010년에 광주고등법원 전주재판부 부장판사, 2012년 인천지방법원 수석부장판사. 2013년 2월 서울고등법원에서 재판을 하다가 2018년 2월에 청주지방법원 법원장에 임명되었다. 3월에는 제45대 충북도선거관리위원회 위원장에 선출됐다.
사법시험에 합격한 이후에 청주지방법원장으로 부임하면서 처음으로 청주시를 찾은 이상주는 "고향인 청주에서 근무하기 위해 여러 번 지원했으나 이번에 처음으로 부임을 하게 돼 매우 기쁘면서도 어깨가 무겁다"며 "충북변호사회의 많은 도움과 지원을 부탁한다'고 말했다.
서울고등법원 부장판사로 재직하면서 공판준비 또는 공판기일에 진술해야 하는 사람이 사망 등으로 진술할 수 없는 경우 전문증거의 증거능력 인정 요건에 관한 규정을 엄격하게 해석 적용하는 판결을 선고하였다.
2006년 법조비리에 연루돼 영장이 청구된 조관행 전 서울고등법원 부장판사와 김영광 전 검사 등 3명에 대해 전원 구속영장을 발부한 직후 기자들과 만나 "참담한 심정"이라며 "일반인이라면 불구속 재판을 고려했을 수도 있지만 법관이기 때문에 더욱 엄격하게 했다. 다시는 이런 일이 없었으면 한다"고 말했다.

## 주요 판결
- 서울고등법원 형사2부 재판장으로 재직하던 2016년 12월 13일에 특수공무집행방해 등의 혐의로 기소된 한상균 민주노총 위원장에게 "피고인은 집회시위를 평화적으로 보장하려는 노력을 기울이지 않았고 경찰 충돌을 직간접적으로 선동했다"면서 "당시 피해를 입은 경찰관 숫자나 경찰 차량의 손괴 정도가 상당하고 심한 교통 혼란도 발생했다. 이와 같은 불법·폭력 시위는 그 어떠한 이유로도 우리 사회에 용납될 수 없다"며 징역 3년, 벌금 50만원을 선고했다.[4] 9월 27일에 성완종 전 경남기업 회장으로부터 3000만원의 불법정치자금을 받은 혐의로 1심에서 집행유예가 선고된 이완구 전 국무총리에게 "성완종의 녹음 파일 내용이 신빙성을 입증하기 어렵다"고 하면서 대화 녹취록은 "돈이 건네졌다고 하는 유죄의 증거로 삼을 수 없다"며 무죄를 선고했다.[5] 2017년 2월 16일에 정치자금법 위반 혐의로 기소되어 징역 1년6개월을 선고받은 홍준표 경남도지사에 대해 원심을 깨고 무죄를 선고했다.[6] 7월 13일에 세브란스병원 피부과 정기양 교수에 대해 국회에서 증언 감정 등에 관한법 위반으로 징역 1년을 선고했던 원심을 파기하고 징역 6개월 집행유예 1년을 선고했다.[7] 2018년 2월 1일에 박근혜 전 대통령 지시를 받아 '국무회의 말씀자료', '드레스덴 연설문' 등 비밀 문건 47건을 최순실에게 전달하여 공무상 비밀누설 등의 혐의로 기소된 정호성 전 청와대 부속비서관에 대해 "설사 대통령 의중에 따라 이 사건 범행을 저질렀다 하더라도 국정농단 사건의 단초를 제공해서 공직자에 대한 신뢰를 훼손하고 국정질서를 어지럽히는 결과를 초래한 점 등을 고려하면 원심이 선고한 형이 너무 무겁거나 부당하다고 보이지 않는다"며 1심과 같이 징역 1년6개월을 선고했다.[8]